# Riosa
Riosa est une commune (concejo aux Asturies) située dans la communauté autonome des Asturies en Espagne. Elle est située dans les montagnes centrales des Asturies et est bordée au nord par Morcín, à l'est par Mieres, au sud par Lena et Quirós et à l'ouest par Quirós. Sa capitale est La Vega, où l'on accède au col de l'Angliru.

## Généralités

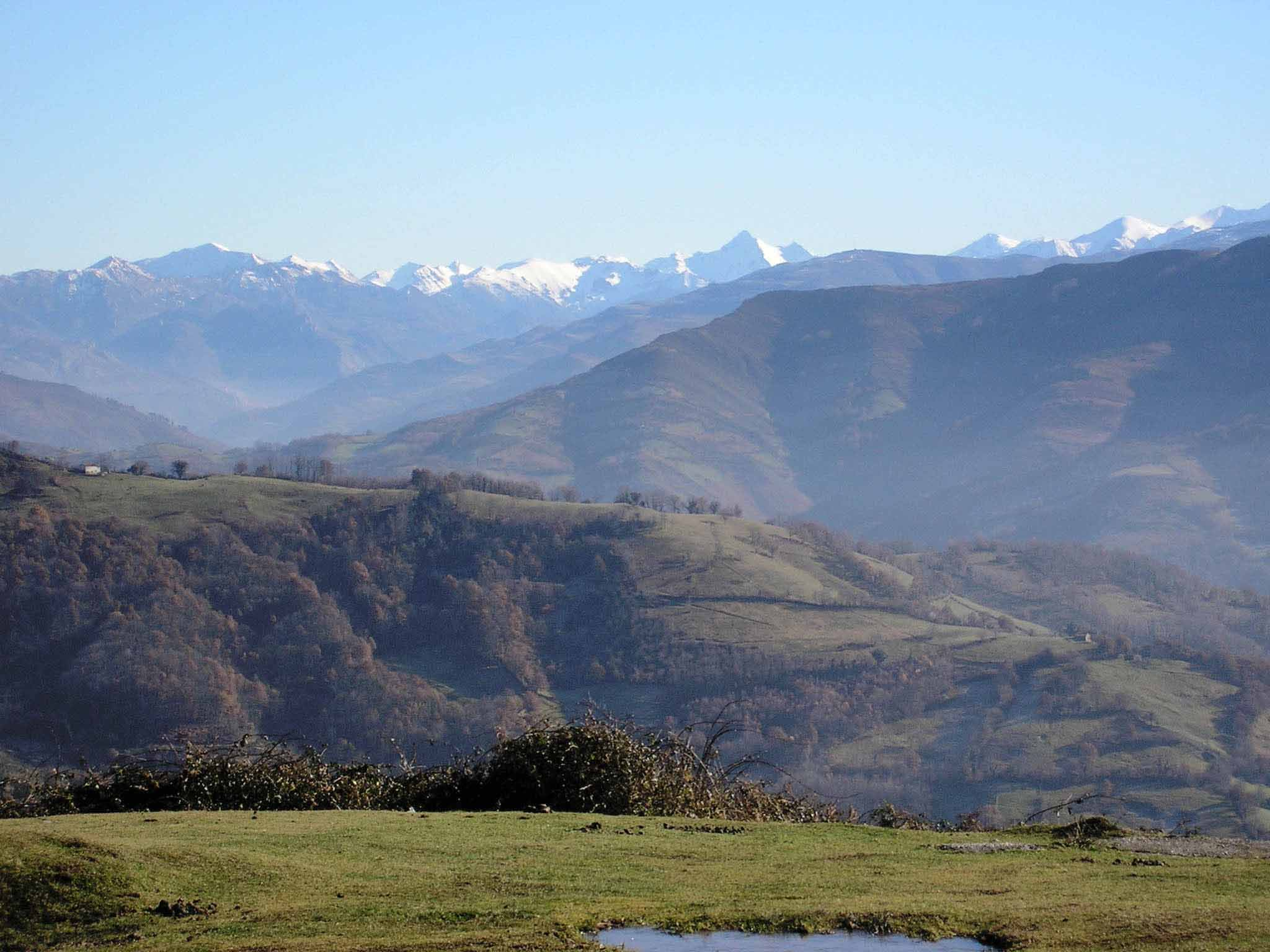
Emplacement des mines préhistoriques de Texeo dans les environs de Riosa, Sierra del Aramo.

La commune de Riosa est située au centre des Asturies et fait partie, avec d'autres communes, des Vallées minières. Abritée par la chaîne de montagnes de la Sierra del Aramo, Riosa s'est développée grâce à une économie soutenue principalement par deux piliers : l'exploitation minière et l'élevage. Selon le dernier recensement municipal, Riosa compte une population de 1 755 habitants en 2023, répartis sur un total de 41 villages.
Vallées et montagnes s'alternent dans les 45 km2 d'extension qui composent un paysage unique dans lequel on trouve de nombreux cours d'eau comme le Llamo, le Juncar, la Grandiella et le Code, dont les eaux alimentent la ville d'Oviedo. Dans la Sierra del Aramo, on trouve également de petits lacs tels que L'Angliru, Robles, Abiduriu et Llanzarandín.

## Patrimoine
- L'église paroissiale Sainte-Marie (iglesia de Santa María) à La Vega ;
- Le parc naturel Area recreativa Viapará ;
- Les mines historiques dans les chaînes de montagnes de la Sierra del Aramo ;
- La chapelle du Saint-Esprit (Espíritu Santo) à Doñajuandi, mentionnée pour la première fois en 1704 ;
- Le château del Pico Castiello à El Collado datant de l'époque préromane ;
- Une multitude d'hórreos les plus divers datant de plusieurs siècles.

D'autres monuments datant en partie de l'époque préromane ainsi que des nécropoles et des châteaux-forts se trouvent sur tout le territoire communal.